# ビショップ・フィッシュ

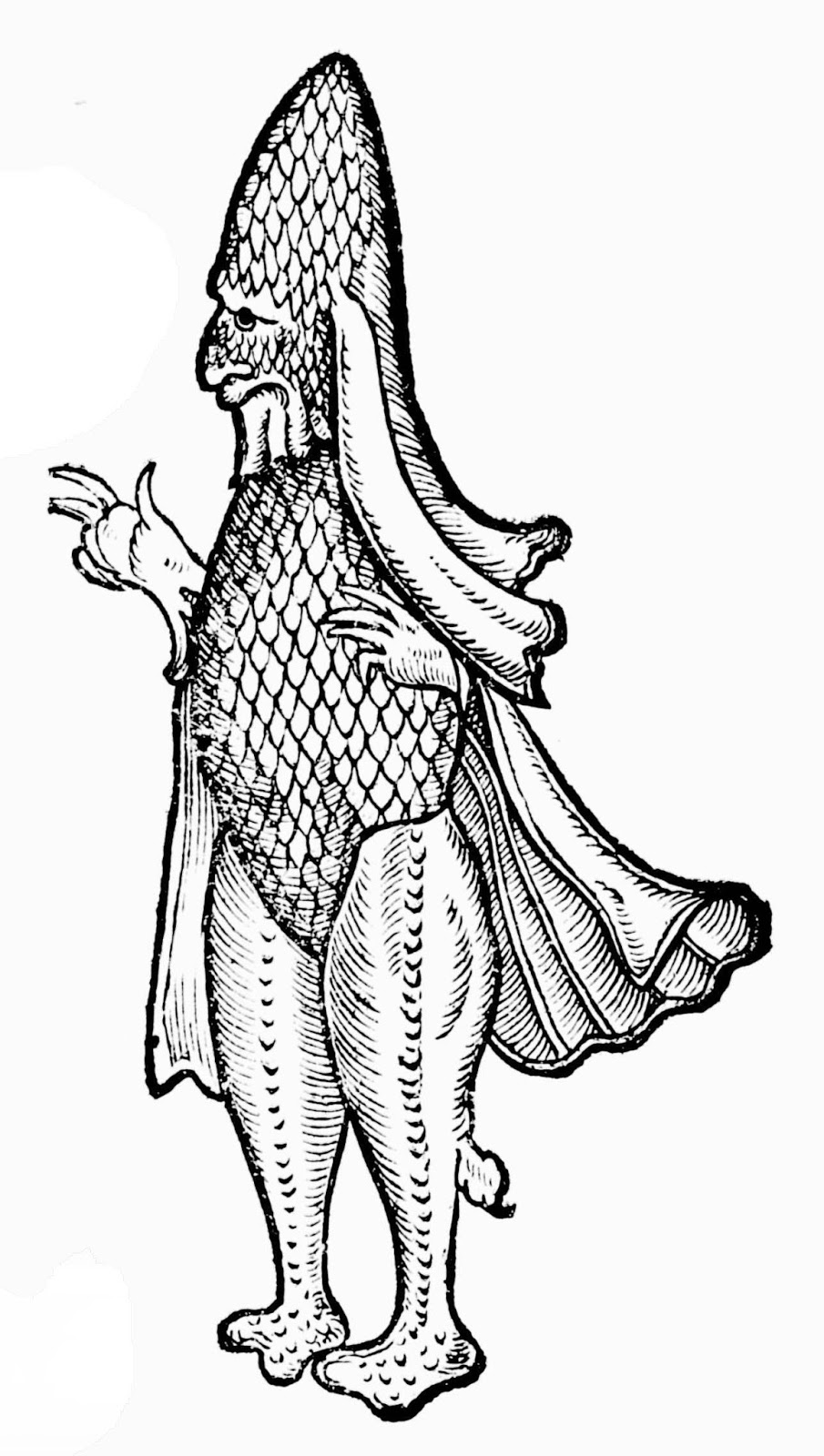
コンラート・ゲスナーの『動物誌』に掲載されているビショップ・フィッシュ。

ビショップ・フィッシュ（「海の司教」の意）またはシー・モンク（「海の修道士」の意）とは、中世ヨーロッパの民話に登場する伝説の海洋生物。

## 特徴
巨大な魚の姿をしているが、尾鰭が脚、胸鰭が鉤爪のついた腕のように発達しており、頭は円錐形。人間のように直立歩行で移動する。

## 記録・目撃談
ノルウェーなどでビショップ・フィッシュが浜に打ち上げられた、もしくは網にかかったと記録されている。
スイスの博物学者コンラート・ゲスナーの著書『動物誌』には、1531年にポーランドからドイツにかけての海域でビショップ・フィッシュが捕獲されたという記録がある。捕獲されたビショップ・フィッシュは司祭達の元へと連れてこられたが、手のような胸鰭で合図をして逃がして欲しいと訴えた。懇願を承諾して司祭達が海へ逃がしてやると、ビショップ・フィッシュは十字を切って礼をして海原へ消えて言ったという。
ゲスナーの『動物誌』には、ビショップ・フィッシュがイラスト付きで紹介、掲載されている。『動物誌』に掲載されたイラストは多くの書籍で流用され、アンブロワーズ・パレの『怪物と驚異』、ギヨーム・ロンドレの『海の魚類について』、ウリッセ・アルドロヴァンディの『怪物誌』で確認できる。

## 正体
ビショップ・フィッシュの正体については諸説あり、カスザメ、セイウチ、ズキンアザラシなどの候補が挙げられている。デンマークの動物学者、ヤペトス・ステーンストルプは、ドイツ-ポーランド海域で捕獲されたビショップ・フィッシュは巨大なイカであったという説を提唱し、両者を比較したイラストを発表した。
地上と同じように、海中にも聖職者が存在するキリスト教的な世界観が、ビショップ・フィッシュの創造に影響を与えたと言われている。